# Scotch Bonnet Island
Scotch Bonnet Island är en ö i Kanada.   Den ligger i provinsen Ontario, i den sydöstra delen av landet, 220 km sydväst om huvudstaden Ottawa.